# 高橋伶奈
高橋 伶奈（たかはし れいな）は、日本で活動しているミュージカル女優。劇団四季所属。

## 来歴
アメリカ合衆国で出生の後、9歳のときに日本へ帰国。頌栄女子学院高等学校に通い、早稲田大学国際教養学部にAO入試で入学した。
大学在学中、ボストンカレッジへ通うために交換留学で再渡米した。現地ではボストンカレッジのダンスチームに所属し、空き時間には現地のバレエやミュージカルを鑑賞。それをきっかけに舞台への関心が芽生え、留学を終えてからもニューヨークへ渡ってのダンスレッスンに励んだ。
4年時の2011年4月に劇団四季研究所に入所し、大学卒業後の2012年4月22日に上演された『間奏曲』のドニーズ役で初舞台を踏んだ。2013年3月6日には『キャッツ』にカッサンドラ役で初出演し、2014年には『ふたりのロッテ』で主人公のロッテ役に抜擢された。

## 主な出演作品
- 間奏曲 - ドニーズ 役（2012年）
- キャッツ - カッサンドラ 役（2013年 - ）
- 夢から醒めた夢 - アンサンブル 6枠（2013年）
- ふたりのロッテ - 主演・ロッテ 役（2014年）
- エルコスの祈り - チェリー 役（2015年）、エルコス 役（2016年）